# Abou Bakr ben Omar
Abou Bakr ibn Omar (en arabe : أبو بكر بن عمر, en berbère : ⴰⴱⵓ ⴱⴰⴽⵕ ⵓ ⵄⵓⵎⵎⴰⵔ) aussi appelé Abou Dardai (mort vers 1088) est un chef et émir almoravide. Il est le fils d'Omar ben Talakakin ben Ouayaktin al Lamtouni et de son épouse Safiya al-Djedaliya. Il est originaire de la tribu berbère des Lemtuna, faisant partie de la confédération Sanhadja.

## Biographie

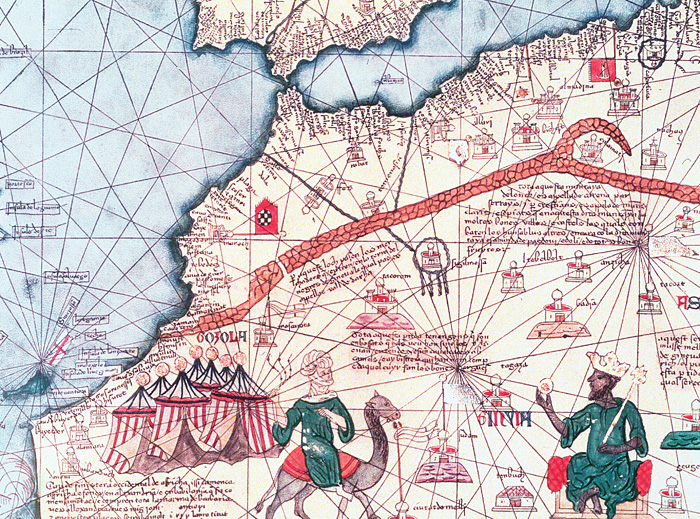
L'empereur Mansa Musa à droite, représenté à partir de l'atlas catalan de 1375.

En 1054, il est nommé prince (émir) du Sud marocain et du désert mauritanien et reprend la ville d'Aoudaghost à l'empire du Ghana. En 1056, Abdullah Ibn Yassin le nomme à la tête des armées almoravides. En 1057, il s'empare de Souss et d'Aghmat, au sud du Maroc actuel. Après la mort d'Ibn Yasin en 1059, Ibn Omar devient roi. Il est victorieux de l'émirat du Barghwata et envoie une armée au nord sous le commandement de son cousin Youssef ben Tachfine, avec qui il partage son empire, tandis qu'il retourne vers l'Afrique occidentale en 1061.
En 1076, Abu Bakr est retourné dans le désert du Sahara pour commander l'aile sud des Almoravides. Il a lancé une nouvelle série de campagnes contre les territoires de l'Empire du Ghana et est souvent crédité d'avoir initié la propagation de l'Islam à la périphérie sud du Sahara. On dit que ses campagnes ont atteint aussi loin que le Mali et Gao. Il tolère l'insubordination de ben Tachfine, qui conquiert Al-Andalus et évite ainsi l'éclatement du royaume.
Les Almoravides se désintéressent de la région ouest africaine à partir de 1086 et concentrent leurs efforts guerriers en Andalousie contre les rois chrétiens. Abou Bakr ben Omar meurt en novembre 1087 d'une flèche empoisonnée au Tagant,, selon certaines sources défait par le Sérère Ama Gôdô Maat,.
La tombe d'Abu Bakr ibn Omar se trouve en Mauritanie, dans une localité nommée Mekssem Bakar dans la région du Tagant,, elle se trouve à 15 km de Quddiya dans la périphérie de Tidjikdja,.